# Parafia Bożego Miłosierdzia w Osipowiczach
Parafia Bożego Miłosierdzia w Osipowiczach – rzymskokatolicka parafia znajdująca się w archidiecezji mińsko-mohylewskiej, w dekanacie bobrujskim, na Białorusi. Parafię prowadzą franciszkanie z prowincji Wniebowzięcia Najświętszej Maryi Panny Zakonu Braci Mniejszych w Katowicach.
Franciszkanie z osipowickiego klasztoru obsługują również parafie Wniebowzięcia Najświętszej Maryi Panny w Jelizowie i św. Józefa w Kazimirowie.

## Historia
Parafia powstała na początku XX w. (brak źródeł co do konkretnego roku rozpoczęcia działalności). Zbudowano tu wówczas kaplicę. Została ona zamknięta przez władze sowieckie i po II wojnie światowej w ruinie przekazana prawosławnym, którzy ją rozebrali.
Parafia odrodziła się po upadku komunizmu 8 czerwca 1992. W 1994 została ona powierzona prowincji Wniebowzięcia Najświętszej Maryi Panny Zakonu Braci Mniejszych w Katowicach. Nabożeństwa początkowo odbywały się w tymczasowej kaplicy. 22 września 1999 arcybiskup mińsko-mohylewski kard. Kazimierz Świątek poświęcił plac pod budowę nowego kościoła i klasztoru. 6 czerwca 2011 erygowano franciszkański dom zakonny w Osipowiczach. 7 kwietnia 2013 arcybiskup mińsko-mohylewski Tadeusz Kondrusiewicz poświęcił kościół.